# ラブ・ジャッジ
『ラブ・ジャッジ』は、TBSで放送されたテレビドラマ。2003年10月2日に1作目、2004年12月28日に2作目が放送された。
泉ピン子、坂本冬美、花田勝、小林稔侍、ガッポリ建設、松岡充（SOPHIA）など他ではない組み合わせの出演者と、ホスト＋弁護士という一風変わった設定のコメディである。

## あらすじ
ホストクラブ「ラブビーム」は弁護士・尾藤ルミコが経営しており、ホストも全員が弁護士という変わった店であった。

## キャスト

### 第1作・第2作共通
- 尾藤ルミコ：泉ピン子
- 大地千秋：ゴリ（ガレッジセール）
- 豊田秀吉：花田勝（友情出演）
- 郡司美央：松岡充（SOPHIA）
- エリ：三浦理恵子
- タマキ：森脇健児
- 林原：林克治（カリカ）
- 尾藤蓮：川田広樹（ガレッジセール）
- 加藤勝男：小林稔侍
- 相沢紗世
- ガッポリ建設
- ナレーション：中江真司

### 第1作
- 片瀬百合亞：南野陽子
- 古田新太
- 袴田吉彦
- 三船美佳
- 杉田かおる
- 柴田理恵
- 温水洋一
- 津田寛治
- 三谷昇
- デーブ・スペクター
- ガッツ石松
- 水野晴郎
- 村上知子（森三中）
- 安住紳一郎
- パーク・マンサー（軟式globe）
- KOIKE（軟式globe）
- 夏木マリ夫

### 第2作
- 鷹：大沢樹生
- 柳沢礼子：川越美和
- 片山健一：ふかわりょう
- 桃子：大西結花
- 山杉美佐：小高早紀
- タカシ：平田竜也
- ヒロシ：丸山智己
- 向井：富田翔
- 沢木：小林且弥
- 義経：中尾論介
- ハヤト：綾部祐二（ピース）
- 美里：足立麻美（キャラメルクラッチ）
- 麻紀：松田美帆子（キャラメルクラッチ）
- ウッチー：上地春奈（キャラメルクラッチ）
- スターにしきの：錦野旦
- 林家ペー・パー子：林家ペー・林家パー子
- 假屋崎省吾：假屋崎省吾
- 松田組長：藤木孝
- 西山市長：谷隼人
- 山杉愛：野村昭子
- 晴海：坂本冬美
- SOPHIA（豊田和貴・黒柳能生・赤松芳朋・都啓一、友情出演）
- 若松俊秀

## スタッフ
- 脚本：鈴木おさむ
- 演出：戸高正啓
- プロデューサー：鈴木早苗、荒井光明（1のみ）

## 主題歌
- 第2作オープニング：SOPHIA「Yes, attention」
- 第2作挿入歌
  - 坂本冬美「夜桜お七」
  - 坂本冬美「蛍の提灯」
  - 坂本冬美・松岡充・泉ピン子ほか「夜桜お七」（ラブジャッジバージョン）

## 備考
第1作に出演したパーク・マンサー、KOIKE、夏木マリ夫は同局の「学校へ行こう!」のコーナー、「B-RAPハイスクール」からの出演である。